# Dolores Recio
Dolores Recio (Madrid, 21 de juliol de 1856—ibídem, 1908) va ser una professora de solfeig i piano espanyola.
Va néixer a la vila de Madrid el 21 de juliol de 1856. Va ser matriculada el 1866, amb deu anys, com a alumna del Reial Conservatori Superior de Música de Madrid. El mes de juny de 1868 va obtenir el primer primer en un dels concursos públics que organitzava el centre. En graduar-se, el mèrit musical que havia assolit com a alumna al conservatori, li va permetre obtenir una feina com a professora auxiliar del Foment de les Arts de Madrid, des de 1870 de solfeig i des de 1880 també de piano. Gràcies a les seves ensenyances, l'any 1880, moltes de les seves alumnes d'ambdós d'ensenyaments van aconseguir diverses distincions. Recio va morir el 1908.